# Dianthus broteri
Dianthus broteri är en nejlikväxtart som beskrevs av Pierre Edmond Boissier och Reuter. Dianthus broteri ingår i släktet nejlikor, och familjen nejlikväxter. Inga underarter finns listade i Catalogue of Life.

## Bildgalleri

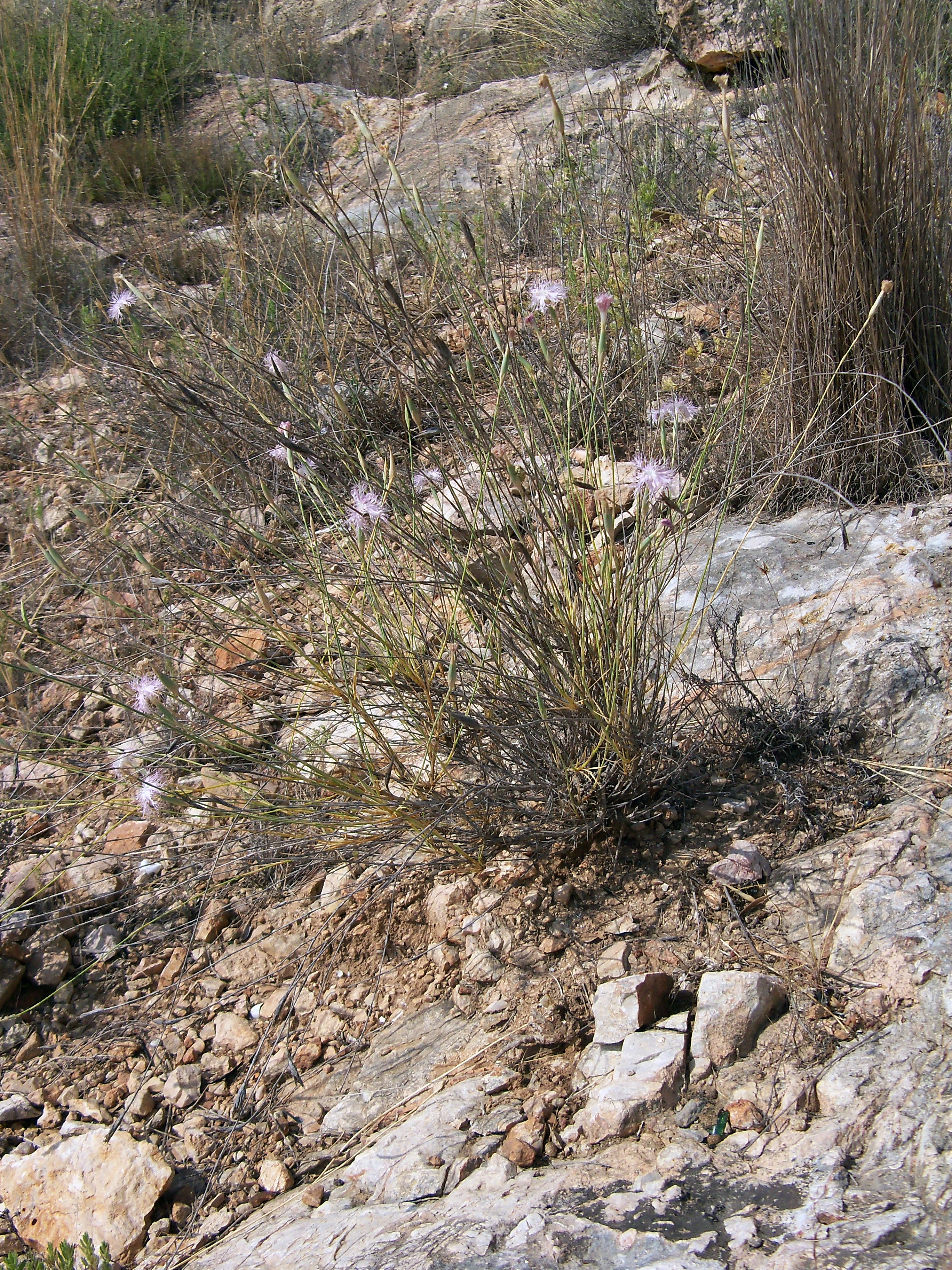
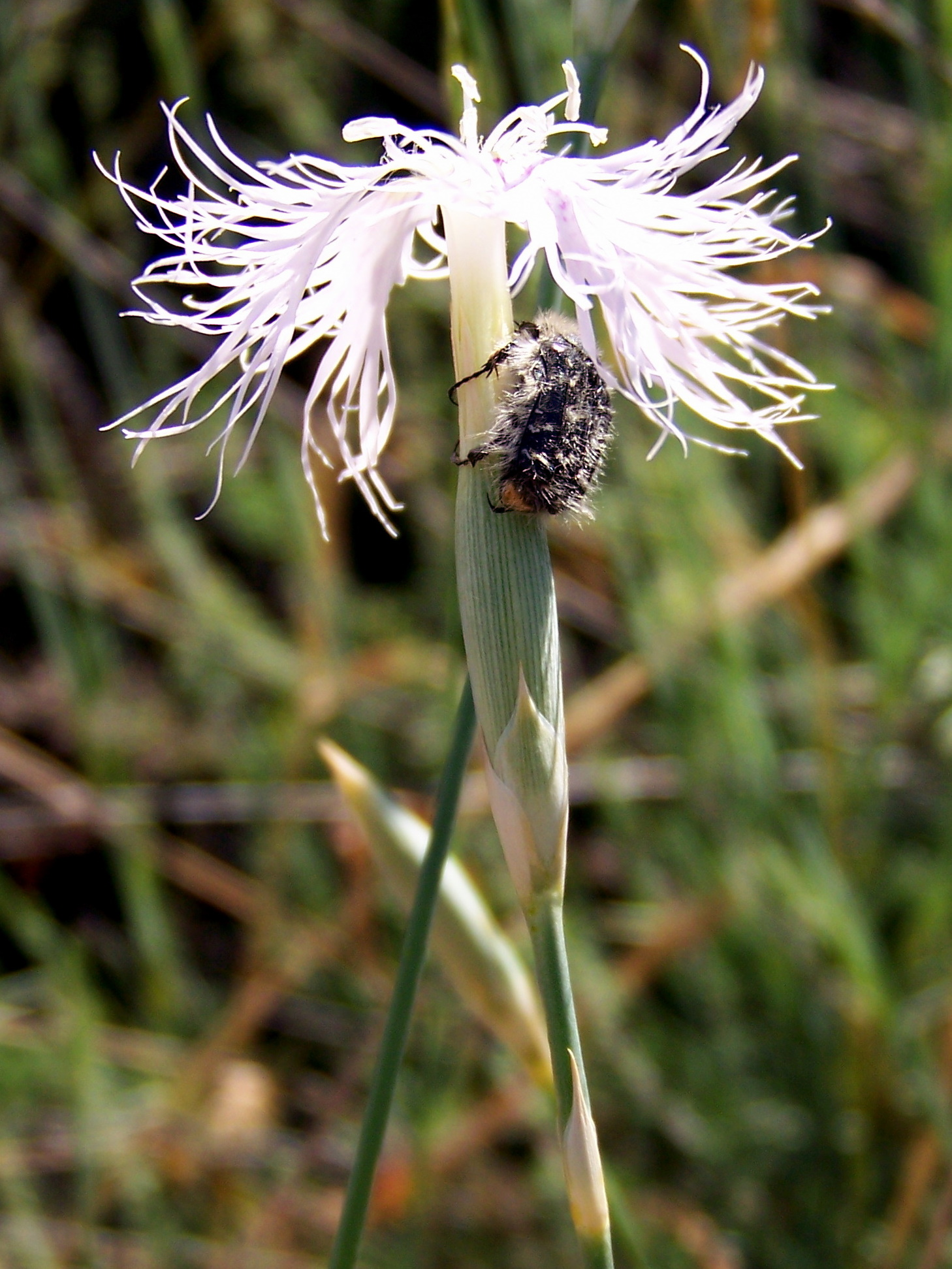